# 오기노 마사지
오기노 마사지(일본어: 荻野 正二, 1970년 1월 8일~)는 일본의 배구 선수, 지도자로 현역 시절 포지션은 윙스파이커이다. 고교 졸업 후 1989년부터 2010년까지 산토리 선버즈 소속 원클럽맨으로 활동했다. 또한 일본 대표팀의 일원으로 올림픽 2회, 세계 선수권 대회 4회 출전했다.
현역 은퇴 후 산토리 선버즈의 감독으로 활동했으며 2023년부터 대한민국 V-리그의 OK금융그룹 읏맨 감독으로 재직 중이다.